# 俄羅斯入侵烏克蘭時間軸 (2022年7月)

俄罗斯入侵乌克兰的动态地图（参见可交互的俄乌战争详细地图）

本条目主要列出2022年俄羅斯入侵烏克蘭在2022年7月的过程。

## 7月1日
烏克蘭官員表示，兩枚俄羅斯飛彈凌晨擊中黑海港口城市敖德薩一棟多層公寓樓和一棟社區中心，至少21人遇害。
美国政府再度宣布援助烏克蘭，總價值達8.2億美元。具體內容包括：M142高机动性多管火箭系统彈藥、兩台NASAMS、 150,000发155毫米火炮弹药、4台迫击炮定位雷达。

## 7月2日
俄罗斯声称摧毁了位於顿巴斯和尼古拉耶夫地区的五个乌克兰指挥所。

## 7月3日
俄羅斯國防部表示，部長紹伊古已报告總統普京，俄軍和烏克蘭分離主義武裝分子已拿下烏克蘭當局在東部盧甘斯克州掌控的最後一個戰略要地利西昌斯克市，解放整個盧甘斯克州。乌克兰方面同樣承認該國軍隊已從利西昌斯克撤軍。同日，卢甘斯克人民共和国内政部助理部长维塔利·基谢列夫（Vitaly Kiselev）宣布开始錫韋爾斯克戰役。
俄羅斯别尔哥罗德州州长表示别尔哥罗德遭到乌克兰方面炮击，造成5人死亡，11栋公寓楼以及39栋私人住宅被毁。
澳大利亞总理安東尼·艾巴尼斯到訪基輔，並表示該國會禁止进口俄罗斯黄金，并对16名俄罗斯政治人物以及寡头实施制裁和旅行禁令。澳大利亞還將向烏克蘭輸送14輛M113裝甲運兵車、20多輛野外征服者以及其他軍事裝備。澳大利亚已累計向乌克兰提供了60辆野外征服者和28辆M113裝甲運兵車。

## 7月6日
俄罗斯国防部发言人伊戈尔·科纳申科夫表示，俄罗斯用高精度导弹摧毁了乌克兰的两套由美国提供的M142高机动性多管火箭系统。乌克兰军方否认了这一说法。

## 7月7日
俄羅斯軍隊炮擊了烏克蘭東部頓巴斯盆地包括克拉馬托爾斯克在內的幾個城鎮，至少造成一名平民喪生。

## 7月8日
俄罗斯国防部发言人伊戈尔·科纳申科夫表示，俄军对尼古拉耶夫等多地的乌军部队和武器装备集结点进行了打击。俄军使用海基精确制导武器摧毁了位於敖德萨地区的两套英国提供的“鱼叉”导弹系统。俄军还使用精确制导武器向克拉马托尔斯克市发起攻击。
乌克兰总统办公室主任顾问波多利亚克表示，俄乌冲突的转折点已经到来。他认为，俄方因遭受到巨大的损失和后勤保障的困难已经暂停行动，而乌方力量则随着西方国家提供武器的到来而不断增强。

## 7月9日
俄罗斯国防部表示俄军摧毁乌军5座军火库，其中一处存有美国供应的155毫米M777榴弹炮，并消灭乌军110多人。俄空天军和导弹部队還击中乌军20个指挥所和2处外国雇佣兵部署点，击落乌军2架战机、15架无人机，并摧毁30辆装甲战车。
烏克蘭東部頓湼茨克州城鎮查西夫雅爾一幢五層高住宅大樓，晚上被俄羅斯多管火箭炮擊中，據烏克蘭緊急情况部公布，最少26人死亡，另有5人獲救，州長則指有最少34人被困瓦礫。烏克蘭總統幕僚長譴責這是另一場恐襲。 
英国宣布启动與烏克蘭的军事合作计划，未来數月内英國將培训一万多名乌克兰士兵。
美国将向乌克兰额外提供4亿美元的军事援助。根據美國政府官方對外援助統計網站ForeignAssistance.gov數據，美國對烏克蘭的安全援助已經超過了其在阿富汗戰爭前5年的開銷。

## 7月11日
一位乌克兰监察员表示，自战争开始以来，已有7,200名乌克兰人失踪。
俄羅斯當局任命的大布爾盧克負責人被汽车炸弹炸死。

## 7月12日
敖德萨地区的发言人表示，在俄羅斯控制的赫尔松附近的一個地方被M142高机动性多管火箭系统击中，俄羅斯第22军团的参谋长以及五名上校死亡。俄罗斯方面承認有地方被烏克蘭击中，但否认有军官死亡。俄方表示乌克兰的火箭弹只不過击中了一个装有化学品的仓库。
俄羅斯總統普京簽署法令，簡化了所有烏克蘭人取得俄羅斯公民身份的程序，烏克蘭政府對此強力譴責。

## 7月13日
北韓宣布，承認兩個烏克蘭東部親俄分離主義地區，盧干斯克人民共和國和頓內次克人民共和國是獨立國家。期後，烏克蘭政府宣布與北韓斷交，並指控平壤當局試圖破壞烏克蘭主權及領土完整性。 盧甘斯克人民共和國内政部表示該政權的军队和俄罗斯军队已攻入錫韋爾斯克。

## 7月14日
乌克兰中部城市文尼察遭到俄军导弹袭击，造成至少25人丧生。俄罗斯国防部表示俄军使用高精度武器打击了位于尼古拉耶夫、哈尔科夫和顿涅茨克地区的多个乌军临时驻扎地以及多管火箭炮和美制M777榴弹炮阵地。卢甘斯克人民共和國武装在社交媒体上表示首次缴获一门美制155毫米M777榴弹炮。
俄新社表示乌克兰炮击了顿涅茨克市中心的一个汽车站，造成人员伤亡。顿涅茨克人民共和國武装领导人表示乌军所使用的武器是美制M777榴弹炮。

## 7月15日
美国众议院通过了一项修正案，根據該法案，美國將拨出1亿美元用于培訓乌克兰飞行员，這些飛行員將駕駛美国產的战斗机。

## 7月16日
俄罗斯當局表示在过去24小时内包括5,148名儿童在內的28,424人已从顿巴斯和乌克兰其他地区撤离到俄罗斯。另外自2月24日以来，包括412,553名兒童在內的2,612,747人被疏散到俄罗斯。
俄罗斯国防部表示，過去的一天俄军消灭乌军和外国雇佣兵200多人，摧毁了乌克兰第聂伯罗彼得罗夫斯克州的一座用于生产和维修“圆点-U”导弹的工厂。此外俄空天军和导弹部队還击中乌军25个指挥所、214个军事据点和6座弹药库。

## 7月17日
乌方针对检察机关和执法机关官员发起了651起涉嫌叛国和通敌的案件调查。同時乌克兰总统還將乌克兰安全部门负责人以及該國的总检察长撤職，理由是這些機構的60名雇员被指與俄羅斯軍隊互相勾結。
英国国防部参谋长表示，開戰至今俄罗斯方面已有50,000名士兵陣亡或受傷，还有近1700辆坦克和近4000辆战车受損。俄罗斯的地面部队損失率超过30%。
俄罗斯国防部发言人科纳申科夫表示，俄军打击了乌克兰敖德萨的一栋存放有鱼叉反舰导弹的建筑以及位于顿涅茨克区的一台美制“海马斯”多管火箭炮的发射器和补给车辆。俄防空部队在哈尔科夫州击落乌军苏-25战机和无人机，还在卢甘斯克地区等地拦截了多枚“飓风”多管火箭炮弹和M142高机动性多管火箭系统发射的炮弹。乌军方表示俄军在哈爾科夫方向、斯拉维扬斯克方向、巴赫穆特方向等进行了炮击。

## 7月18日
凌晨赫爾松地區發生爆炸， 赫爾松軍民署署長顧問謝爾希·克蘭稱烏克蘭摧毀了分別位於丘拉基夫卡和賴西克的兩個俄羅斯彈藥庫。
烏克蘭緊急服務部門表示，烏東頓內茨克州托列次克鎮遭俄羅斯砲彈襲擊，一棟建築被摧毀，有6人在此次襲擊中喪生。

## 7月19日
俄羅斯布良斯克州州長表示，該州的新尤尔科维奇遭到烏克蘭炮擊，但是未有人員傷亡的報告。
路透社報導，烏軍使用高機動性多管火箭系統（HIMARS，簡稱海馬士）發射12發砲彈，擊中安東諾夫斯基大橋。

## 7月20日
俄罗斯国防部发言人伊戈尔·科纳申科夫表示，該國的海基远程武器击中位于敖德萨州达奇诺耶居民点乌克兰海军陆战队第35旅的临时部署站点，200多名乌克兰海军陆战队员，另有十余部外国军事装备被摧毁。俄罗斯空天军还用高精度武器摧毁了乌武装部队位于敖德萨地区的"鱼叉"反舰导弹系统的发射装置。
美国政府宣布將繼續向乌克兰提供M142高机动性多管火箭系统、火箭和炮弹。
今日俄罗斯通讯社表示扎波罗热核电站遭到乌军自杀式无人机的袭击，核电站11名员工受伤，其中4人重伤，核电机组没有受损。

## 7月21日
英国国防大臣宣布，英国将在未来几周內向烏克蘭提供50,000枚炮弹、迫击炮定位雷达、数百架无人机和數十枚火炮。

## 7月22日
由於此前俄羅斯封鎖烏克蘭黑海港口，使得烏克蘭無法出口糧食。當天俄罗斯、乌克兰分别就黑海港口外运农产品问题在伊斯坦布尔与土耳其和联合国签署《黑海谷物倡议》。根據該協議，伊斯坦布尔建立一個联合协调中心，伊斯坦布尔联合协调中心对进出港口的船只进行管理，俄乌双方派代表參與斯坦布尔联合协调中心的運作，而且俄乌双方同意任何一方都不攻击运送农产品的船只。包括敖德萨港在内的3个乌克兰港口将开始向外运出粮食和化肥。这项协议的有效期为120天，如果協議到期後战争仍未结束，那么这项协议将自动延长。
美国宣布向烏克蘭提供580架凤凰幽灵无人机。
乌克兰方面表示有1,000至2,000名俄罗斯士兵在赫尔松附近被包围。

## 7月23日
俄羅斯外交部發言人扎哈罗娃表示，俄羅斯的3M-54摧毁了敖德萨港的一个军事基础设施，並击沉了一艘乌克兰快艇。烏克蘭方面表示有人員在襲擊中受傷。

## 7月24日
俄罗斯国防部表示該國摧毀了100枚位於第聂伯罗彼得罗夫斯克的M142高机动性多管火箭系统导弹。

## 7月26日
武赫萊希爾斯克熱電廠被俄羅斯方面佔領。
顿涅茨克市的一个油库失火，當地市長將失火原因歸咎於烏克蘭方面。
烏克蘭收到了6輛由英國提供的阿爾維斯司氏裝甲車。乌克兰方面再次用HIMARS火箭攻擊安東諾夫斯基大橋。

## 7月27日
黑海港口外运农产品联合协调中心揭牌。
阿列克谢·阿列斯托维奇表示俄羅斯軍隊正重新在赫爾松地區附近集結。

## 7月28日
克罗皮夫尼茨基的一所飞行学校遭到俄罗斯导弹袭击，造成5人死亡、25人受伤。
哈尔科夫遭到一连串炮击。
基辅以北的一个军事基地和切尔尼戈夫北部地区遭到俄羅斯導彈襲擊。
俄羅斯方面表示該國使用高精度武器在顿涅茨克地区一处车站打击了一列乌克兰军用列车，導致140多名军人被打死，250多名军人受伤。俄军还使用导弹打击了部署在哈尔科夫州博戈杜霍夫市的乌军编队，30多人被打死。

## 7月29日
位於頓涅茨克人民共和國奧列尼夫卡的一個監獄發生爆炸，造成監獄內的53名乌克兰战俘死亡，75人受伤。俄烏雙方互相指責爆炸是對方所為。
德國宣佈向烏克蘭提供16輛豹1型坦克，其中當年秋季先提供6輛坦克，次年再提供10輛坦克。
俄罗斯军队在安東諾夫斯基大橋的下方建造了一座浮桥。
俄羅斯方面表示使用高精度空基武器打击了乌军第110机械化旅在顿涅茨克地区的临时驻地，並摧毁了一处存有BM-21火箭炮炮弹的仓库。

## 7月30日
俄羅斯方面表示在扎波罗热地区打击了烏克蘭的M777榴弹炮，並对乌克兰的多个指挥所、弹药库进行了打击。俄空天军還击落了乌克兰空军米格-29战机。俄防空部队击落了多架乌克兰空军军用无人机、拦截了多枚导弹。
烏克蘭方面表示俄军继续对赫尔松地区进行大规模炮击，乌军则在切尔诺巴耶夫卡、新卡霍夫卡等地对俄军仓库和阵地进行了精确打击。乌克兰南方司令部表示，乌军在南部的战斗中摧毁了俄军的坦克，造成俄军人员死伤，烏克蘭方面表示俄羅斯通过第聂伯罗河通往赫尔松的铁路交通已被乌方切断。乌克兰武装部队总参谋部表示，乌克兰武装部队在斯拉维扬斯克、巴赫穆特等方向击退了俄军的进攻。
烏克蘭方面表示一辆停靠在赫尔松州的俄罗斯火车以及40輛車輛被M142高机动性多管火箭系统發射的火箭摧毁，造成80人死亡，200名俄罗斯士兵受伤。

## 7月31日
俄罗斯指责乌克兰对位於塞瓦斯托波尔的黑海舰队总部发动了无人机袭击。襲擊造成五人受伤并導致當天的海军日庆祝活动取消。
頓涅茨克人民共和國表示頓涅茨克遭到烏克蘭發射的PFM-1地雷襲擊，造成1人受傷。
尼古拉耶夫市遭到轰炸。乌克兰粮食大亨瓦达图尔斯基夫妇遇袭身亡。